# Cristoforo Moretti
Pour les articles homonymes, voir Moretti.
Cristoforo Moretti  né dans la province de Crémone est un peintre italien documenté en Lombardie et au Piémont de 1451 à 1475.

## Biographie
Cristoforo Moretti documenté en Lombardie et au Piémont de 1451 à 1475, est un peintre lombard du Quattrocento qui a travaillé dans le style de la fin du gothique international très similaire à celle de Michelino da Besozzo (dernière période). 
Rares sont les œuvres non signées de sa main qui peuvent lui être attribuées avec certitude.
Né dans la province de Crémone, il est d'abord enregistré entre 1451 et 1452, travaillant pour la famille Borromeo à Milan.  
Entre 1452 et 1475 on trouve des témoignages de sa présence à Milan, Gênes, Turin et à Casale Monferrato où il a décoré la chapelle du château Paleologi ainsi qu'à Vercelli,.
Il semble qu'il ait été expulsé de Milan en 1462, accusé d'avoir diffamé la femme du médecin de Blanche Marie Visconti. 
Son travail le plus connu et le seul à porter sa signature est le polyptyque peint pour la chapelle de Sant'Aquilino située à côté de l'église milanaise de San Lorenzo Maggiore.

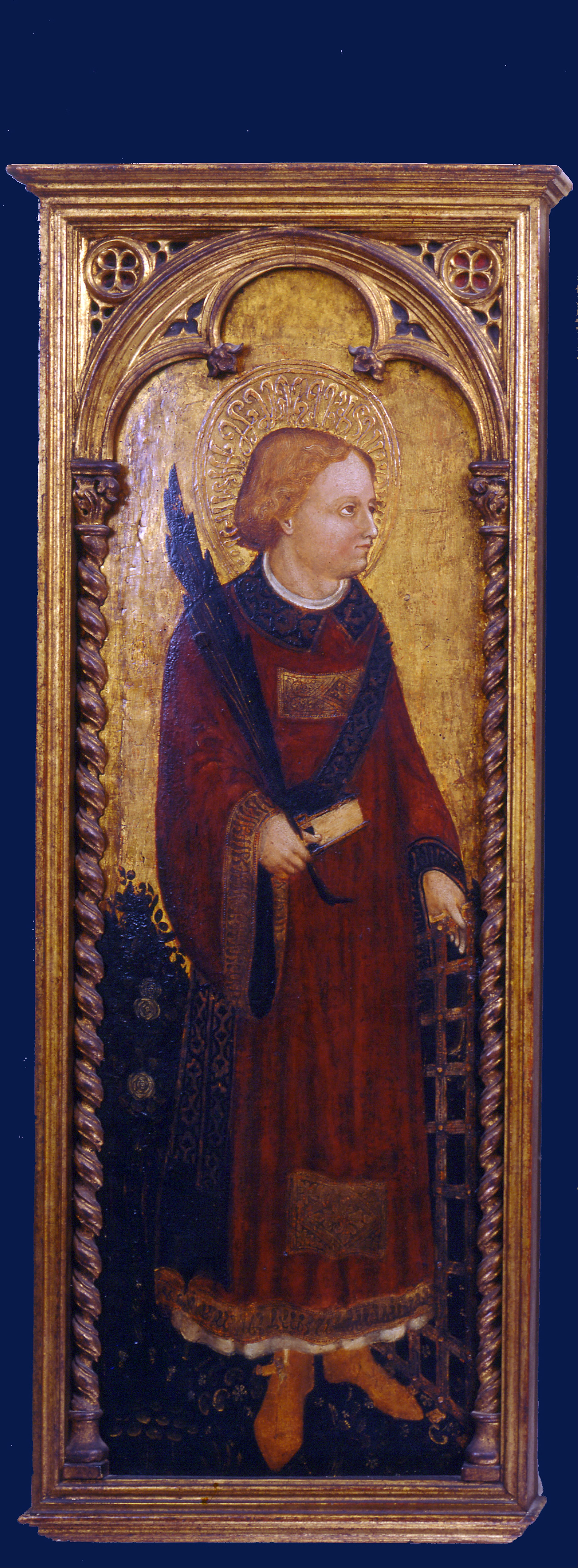
Saint Laurent
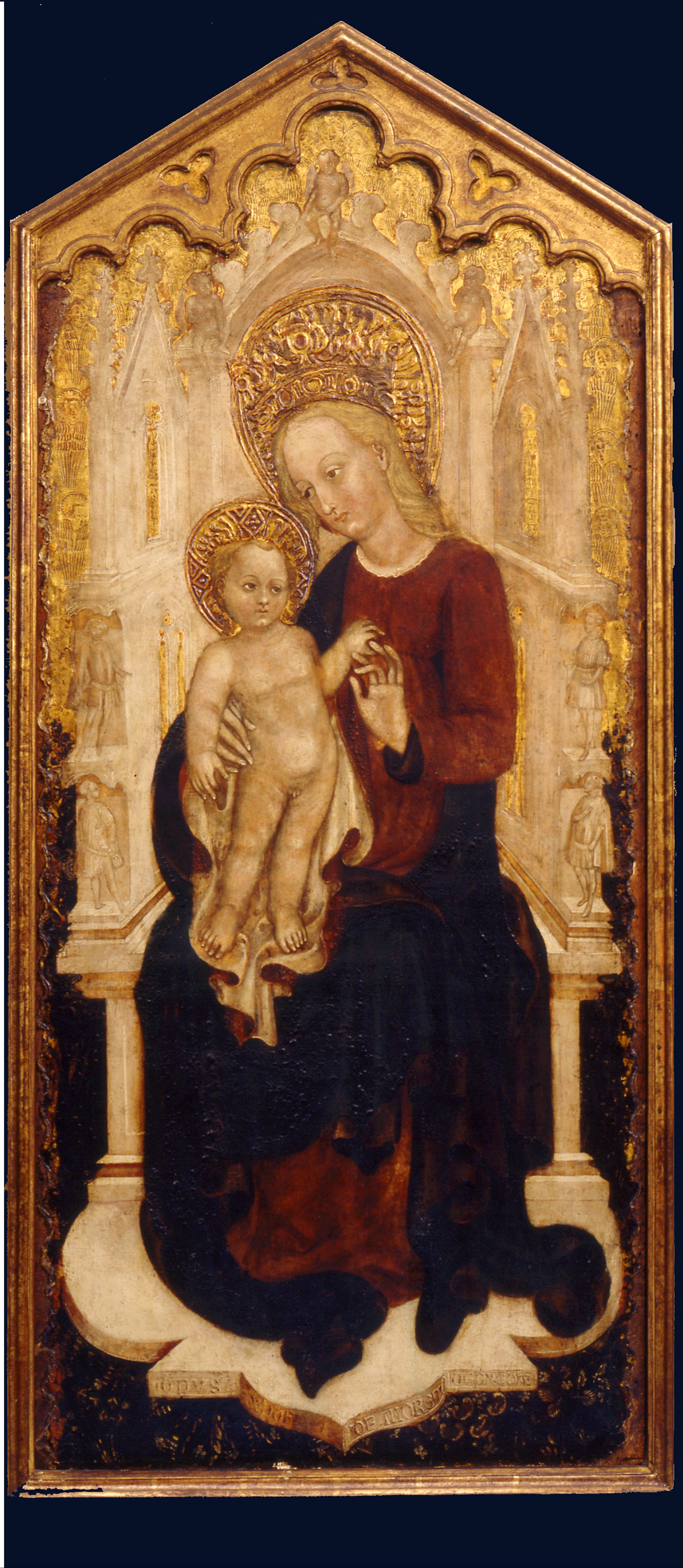
Vierge à l'Enfant
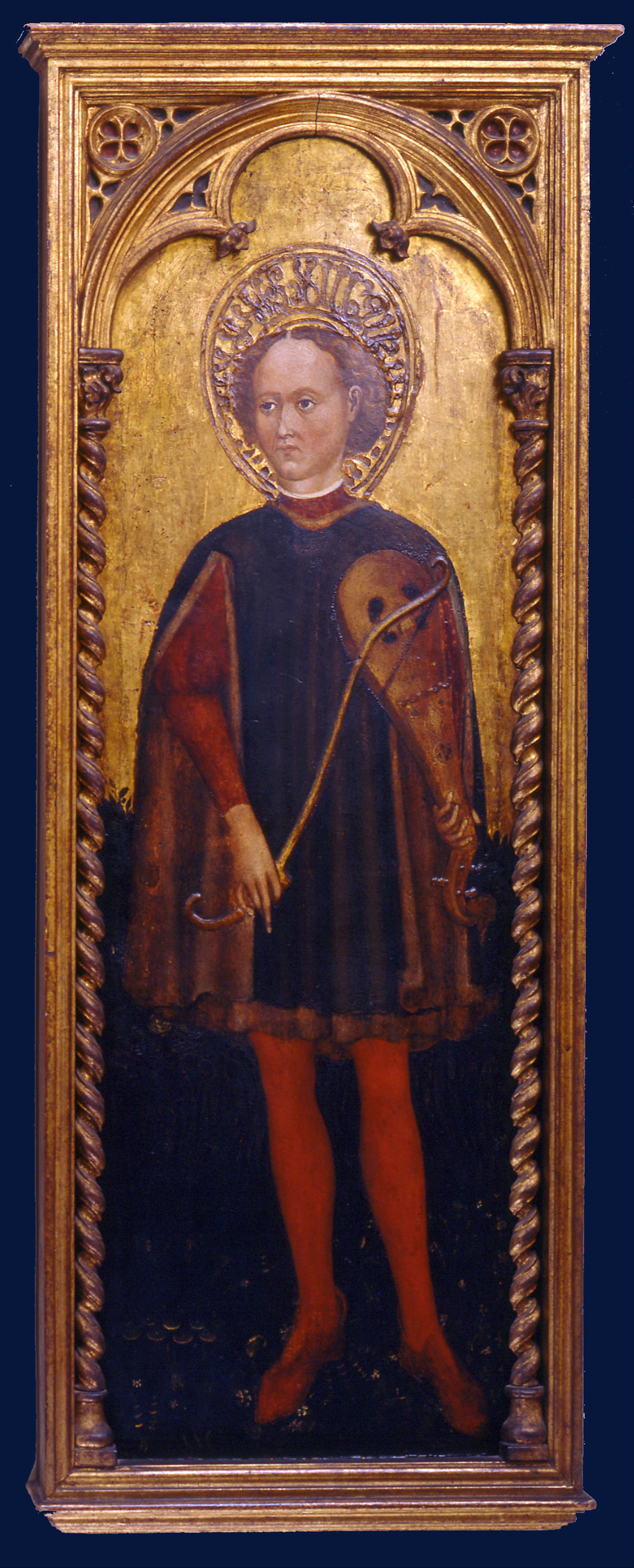
Saint Genesius

Ce travail a ensuite été démembré et dispersé, mais la plupart de ses éléments constitutifs ont été identifiés par Roberto Longhi en 1928.
Trois panneaux, représentant la Vierge et l'Enfant sur le trône flanqué des saints Laurent et Genesius de Rome (ce dernier jouant du rebec), sont aujourd'hui conservés au Museo Poldi Pezzoli à Milan. 
Le panneau représentant saint Pierre Martyre est égaré  mais un fragment de celui-ci avec sainte Lucie se trouve à la Fondation Longhi à Florence ainsi qu'un partie de la prédelle montrant à nouveau Genesius qui est conservée à Bologne,,.

## Œuvres
- La Vierge en majesté avec l'Enfant, entre saint Genesius et saint Laurent (triptyque reconstitué par Roberto Longhi), musée Poldi-Pezzoli, Milan.

## Autres Œuvres d'attribution incertaine
- Vierge et des saints, Alte Pinacothèque, Munich.
- Crucifixion du musée de Prague.
- Crucifixion, la Vierge et des saints (triptyque), musée de Lille.
- Crucifixion, musée de Berlin.
- Saint Augustin, collection Noferi, Florence.